# Matthiola longipetala
Matthiola longipetala es una especie de planta ornamental perteneciente a la familia Brassicaceae.

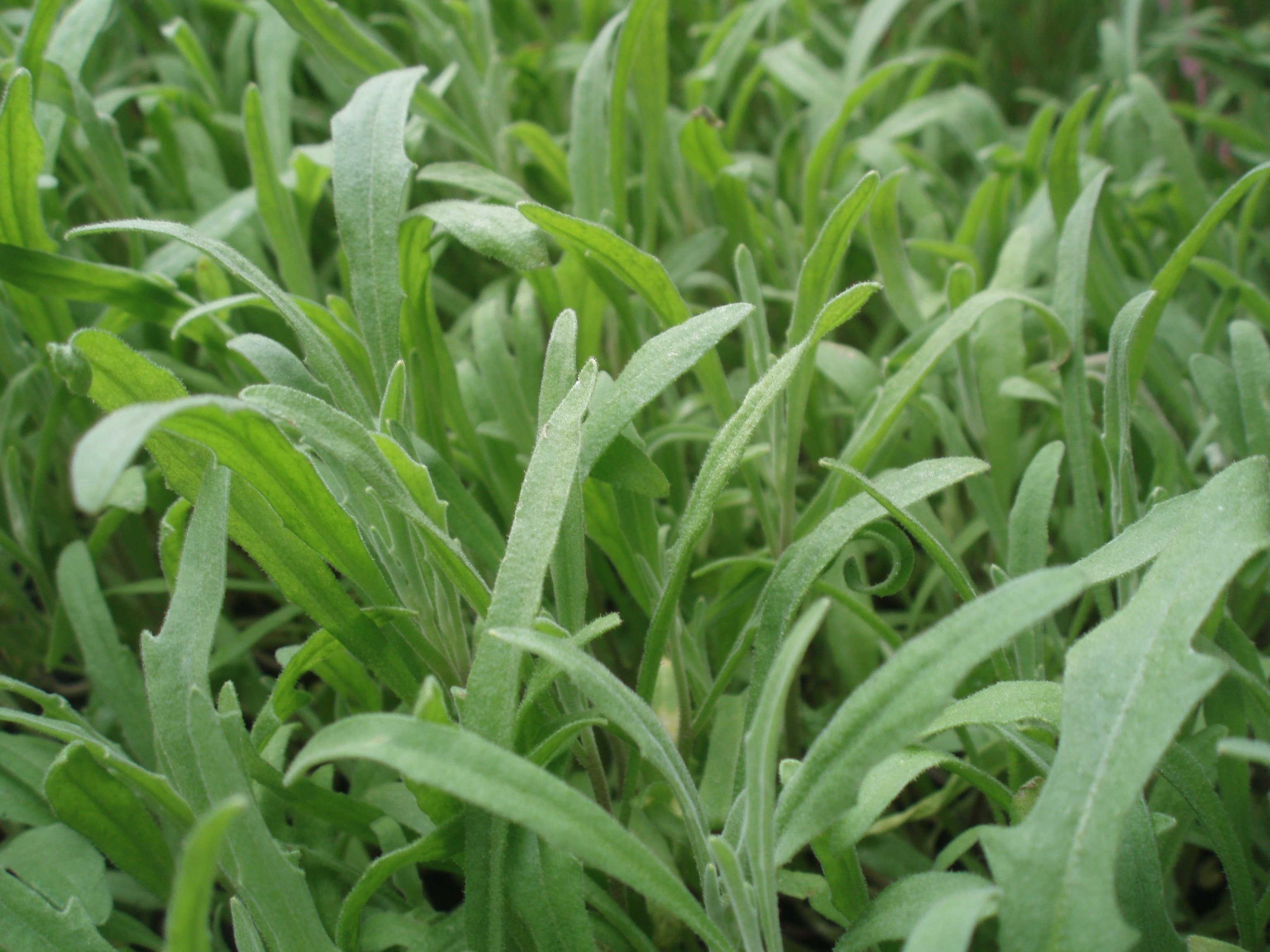
Detalle de las hojas

## Descripción
Es un miembro del género Matthiola nativo de Eurasia que emite un olor agradable en la noche. Tiene cuatro pétalos morados, que tienen aproximadamente 1 a 2 cm de ancho. La planta es baja ramosa y alcanza unos 45 cm de longitud. Durante el calor del día las flores se marchitan.

## Taxonomía
Matthiola incana fue descrita por (Vent.) DC. y publicado en Regni Vegetabilis Systema Naturale 2: 174. 1821
Etimología
Matthiola: nombre genérico que está dedicado al médico y botánico italiano Pietro Andrea Gregorio Mattioli.
longipetala: epíteto latino que significa "con pétalos largos".
Sinonimia
- Cheiranthus longipetalus Vent.
- Matthiola aspera Boiss.
- Matthiola aspera var. aspera Boiss.
- Matthiola kralikii Pomel
- Matthiola longipetala var. oxyceras ZOHARY
- Matthiola oxyceras DC.
- Triceras oxyceras (DC.) Maire[3]